# ال شارپتون
آلفرد چارلز شارپتون جونیور (انگلیسی: Alfred Charles Sharpton Jr.؛ زادهٔ ۳ اکتبر ۱۹۵۴) مشهور به ال شارپتون (به انگلیسی: Al Sharpton) کاهن باپتیست، فعال مدنی، مجری و سیاستمدار اهل ایالات متحده آمریکا است. وی از سال ۱۹۶۹ میلادی تاکنون مشغول فعالیت بوده‌است.